# Middlethorpe
Middlethorpe är en by i civil parish Bishopthorpe, i kommunen City of York, i grevskapet North Yorkshire, i England. Byn är belägen 3 km från York. Middlethorpe var en civil parish 1866–1894 när blev den en del av Middlethorpe Within and Middlethorpe Without. Civil parish hade 128 invånare år 1891. Byn nämndes i Domedagsboken (Domesday Book) år 1086, och kallades då Torp.